# アンドリュー・ミリソン
アンドリュー・ミリソン（Andrew Millison）は、アメリカ太平洋岸北西部を拠点に活動するパーマカルチャー・デザイナー、インストラクター、ドキュメンタリー映像作家。
2009年よりオレゴン州立大学（OSU）園芸学部の講師を務め、OSUパーマカルチャーデザインを設立し、世界でも有数のオンライン大学パーマカルチャープログラムを運営している。

OSUでのアンドリューの焦点は教育メディアの開発であり、彼は自身の人気YouTubeチャンネルでストーリー形式で研究を共有している。アンドリューはインド、アフリカ、北米など世界中を旅し、大規模でインパクトのある土地回復プロジェクトを記録している。

## 人生と仕事

### 経歴
アンドリューは1996年から2001年にかけて、アリゾナ州のプレスコット・カレッジでパーマカルチャーを学び始めた。その間、雨水利用、雑排水システム、砂漠農業に焦点を当てたパーマカルチャー・ランドスケープの設計・施工会社を設立。2001年から2007年にかけては、パーマカルチャー・ランドスケープの設計・施工会社、ミリソン・エコロジカル社を経営。この会社では、ロックスターのメイナード・キーナンと彼のマーキン・ヴィンヤードとのプロジェクトなど、大規模で注目度の高いプロジェクトを完成させた。
また、生態学に基づいたランドスケープ・アーキテクチャー会社でも働いた。学士号と修士号を取得後、米国オレゴン州に移住。その後、農場計画、パーマカルチャー住宅プロジェクト、水のデザインに力を注ぐ。この頃、パーマカルチャー・ライジングとパーマカルチャー・デザイン・インターナショナルを設立。2009年以来、アンドリューは50以上のプロフェッショナルなデザインとコンサルティングを手がけている。
2009年、アンドリューはオレゴン州立大学で教鞭をとり始め、OSUパーマカルチャー・プログラムの創設者兼開発責任者となる。2009年から2024年にかけて、単位制と非単位制の両方で3,000人以上の学生を指導してきた。彼の指導はOSUだけにとどまらない。2016年には、オレゴン州立大学を通じて無料の国際オンライン・パーマカルチャー入門コースを開催し、45,000人の受講生を集めた。その他にもエコサ・インスティテュート、プレスコット・カレッジ、カスケーディア・パーマカルチャー・インスティテュートなど、いくつかの組織を通じて教えており、全米各地のパーマカルチャー・コースでゲスト講師を務めている。
アンドリューは教えるだけでなく、メキシコ、エジプト、キューバ、セネガル、インドなど、世界中を旅してパーマカルチャーのプロジェクトを記録したドキュメンタリービデオ作家でもある。彼は、拡張現実サンドボックスや "Lightboard "と呼ばれるガラスの黒板を使って、扱っているテーマをより分かりやすく説明することで、教育メディアに革新的なアプローチをもたらしている。YouTubeの人気チャンネルでは、最高の教育メディアを公開している。

### 学歴
- プレスコット・カレッジ "園芸保存学 "修士号取得
- プレスコット・カレッジ "エコロジカル・デザインと持続可能性 "卒業
- パーマカルチャー・インスティテュート・オブ・ノース・アメリカ理事、ディプロマ取得。

学術職
- - 2009年～現在 オレゴン州立大学園芸学部シニアインストラクターII（オレゴン州コーバリス 2001 - 2010年 プレスコット・カレッジ非常勤講師  アリゾナ州プレスコット  2004 - 2008年 米国アリゾナ州プレスコット・カレッジ 卒業アドバイザー  アリゾナ州プレスコット

学術ではない職
- 2009年-現在 アンドリュー・ミリソン・プロパティ・デザイン＆コンサルティング（オレゴン州コーバリス）リード・デザイナー 2007年-2008年 アリゾナ州プレスコット、T. Barnabas Kane and Assoc.ランドスケープ・アーキテクチャー事務所、ランドスケープ・デザイナー  2001年-2007年 アリゾナ州プレスコット、ミリソン・エコロジカル・ランドスケープ・デザイン＆ビルド会社 オーナー アリゾナ州プレスコット  1998-2000年 農場マネージャー アルコサンティ・エクスペリメンタル・タウン アリゾナ州コーデス・ジャンクション  1997 - 1998 ランドスケープ監督。マリポサ・デザインズ造園請負業者。アリゾナ州プレスコット